# Belvederekanalen
Belverderekanalen er en kanal, der går fra Frederiksholmsløbet i Københavns Havn til Vasbygade.